# أحمد درويش (لاعب كرة قدم مواليد 2000)
أحمد درويش محمد آل علي (مواليد 29 سبتمبر 2000) لاعب كرة قدم إماراتي يجيد اللعب في الدفاع.

## مسيرة اللاعب
لعب في نادي الفجيرة ونادي النصر ونادي دبا الحصن.

## روابط خارجية
- أحمد درويش على موقع Soccerway.com (الإنجليزية)